# Břežany (ort i Tjeckien, Mellersta Böhmen)
Břežany är en ort i Tjeckien.   Den ligger i regionen Mellersta Böhmen, i den västra delen av landet, 60 km väster om huvudstaden Prag. Břežany ligger 446 meter över havet och antalet invånare är 123.
Terrängen runt Břežany är platt västerut, men österut är den kuperad.Runt Břežany är det glesbefolkat, med 10 invånare per kvadratkilometer. Närmaste större samhälle är Rakovník, 15,2 km nordost om Břežany. Trakten runt Břežany består till största delen av jordbruksmark.